# Jo Goll

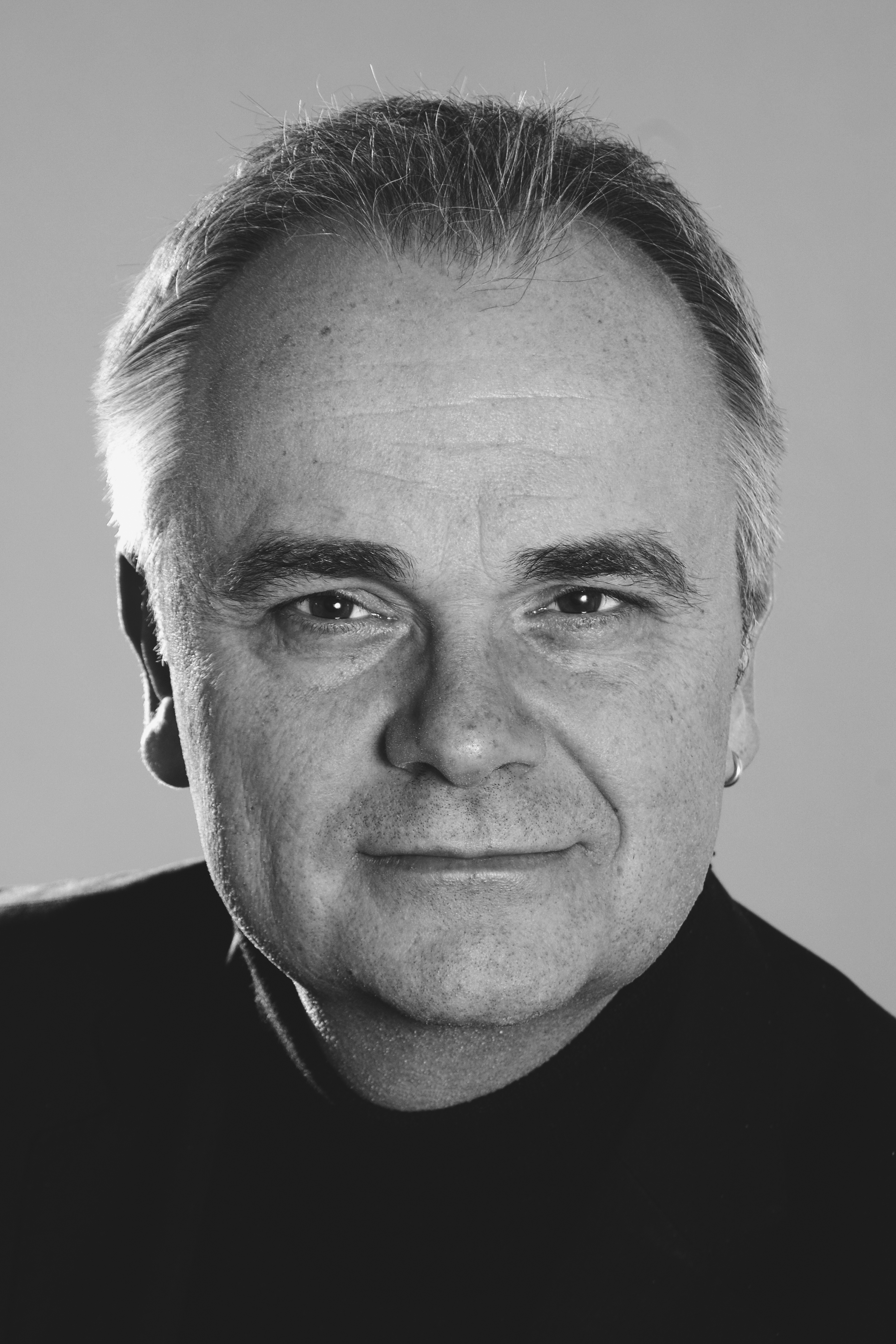
Jo Goll

Jo Goll (* 1966 in Backnang) ist ein deutscher Journalist, der sich überwiegend mit investigativen Recherchen beschäftigt. In den vergangenen Jahren hat er zahlreiche TV-Reportagen und Dokumentationen zu den Themenfeldern Rechtsextremismus und Islamismus für die ARD, den RBB und den WDR verfasst. Zahlreiche seiner Filme und Recherchen wurden mit Preisen ausgezeichnet.

## Leben und Wirken
Während seines Studiums (Politologie, Geschichte und öffentliches Recht an der Albert-Ludwigs-Universität Freiburg) arbeitete Jo Goll zunächst als Reporter und Moderator für verschiedene Lokalsender, beispielsweise für RUFA Bonn.
Bis 1996 war Jo Goll als Hörfunk-Reporter und Moderator beim Südwestfunk tätig. Es folgte ein Volontariat beim Sender Freies Berlin (1996–1997). Seither arbeitet er für den rbb (früher SFB) als Reporter und Fernsehredakteur sowie als Autor für das Politikmagazin Kontraste. Darüber hinaus ist er als Autor und Redakteur für ARD-aktuell tätig.
In den Jahren 2007 bis 2009 beschäftigte sich Jo Goll intensiv mit dem Thema Doping im Leistungssport. Gemeinsam mit dem ARD-Dopingexperten Hajo Seppelt veröffentlichte er vor den Olympischen Spielen in Peking 2008 die Dokumentation „Im Reich der Mittel. Doping in China“, in der erstmals über mutmaßliche Angebote von Stammzellen-Manipulationen für Spitzensportler berichtet wurde. Die 45-minütige Dokumentation sorgte weltweit für Aufsehen und wurde mehrfach ausgezeichnet.
Im Jahr 2011 legte Jo Goll gemeinsam mit Co-Autor Matthias Deiß die ARD-Dokumentation „Verlorene Ehre. Der Irrweg der Familie Sürücü“ vor, die den so genannten Ehrenmord an der Deutsch-Türkin Hatun Sürücü zum Thema hat und europaweit in mehreren Sprachen ausgestrahlt wurde. Die Dokumentation erhielt mehrere europäische Auszeichnungen. Im selben Jahr erschien das Buch „Ehrenmord. Ein deutsches Schicksal“, das sich vor allem mit der Familiengeschichte von Hatun Sürücü beschäftigt. Das Buch ist auch Grundlage für den 2019 erschienenen Film Nur eine Frau.
Seit 2012 arbeitet Goll als erster Reporter für den Rundfunk Berlin-Brandenburg. Intensiv und fortlaufend befasst er sich vor allem mit den Themen radikaler Islamismus und Rechtsextremismus. In den ARD-Hörfunkwellen ist er regelmäßig als Gesprächspartner und Experte zu diesen Themen zu hören.
Jo Goll lebt mit seiner Familie in Berlin.

## Werke

### Filme
- 2017: Der Anschlag – Als der Terror nach Berlin kam, Dokumentation 45 Min. ARD[1]
- 2016: Ware Mädchen. Prostitution unter Zwang, Aktualisierte Dokumentation 45 Min ARD[2]
- 2015: Dunkles Deutschland. Die Front der Fremdenfeinde, Dokumentation 45 Min. ARD[3]
- 2015: Dschihad in den Köpfen. Berlin und die Gotteskrieger, Dokumentation 45 Min. RBB[4]
- 2015: Verlorene Ehre. Der Irrweg der Familie Sürücü, Dokumentation 45 Min. RBB
- 2014: Ware Mädchen. Prostitution unter Zwang, Dokumentation 45 Min. RBB[5]
- 2013: Antisemitismus heute – wie judenfeindlich ist Deutschland?, Dokumentation 45 Min. ARD
- 2013: Terror im Kiez. Neonazis in Berlin, Reportage 30 Min. ARD
- 2013: Terror im Kiez. Neonazis in Berlin, Dokumentation 45 Min. RBB[6]
- 2012: Tor im Osten. Reise in eine wilde Fußballwelt, Dokumentation 45 Min. RBB
- 2012: Sarrazins Deutschland. Wie eine Debatte das Land spaltet, Dokumentation 45 Min. WDR, RBB[7]
- 2011: Verlorene Ehre. Der Irrweg der Familie Sürücü, Dokumentation 45 Min. ARD[8]
- 2011: Polo, Ponys und Patronés, Dokumentation 45 Min. RBB
- 2010: Turnier-Tango, Dokumentation 15 Min. RBB
- 2008: Im Reich der Mittel. Doping in China, Dokumentation 45 Min. ARD[9]
- 2007: Scientology. Neue Fassade, alte Strategien?, Dokumentation 45 Min. RBB[10]
- 2007: Mission: Sauberer Sport. Dopingfahnder im Einsatz, Reportage 30 Min. ARD
- 2006: Weltmeisterschaft der Sicherheit, Dokumentation 45 Min. ARD
- 2006: Pizza, Pommes, Fußballfieber, Reportage 45 Min. RBB
- 2006: Großalarm für die Fußball-WM, Dokumentation 45 Min. RBB
- 2005: Blutige Ehre. Der folgenschwere Tod der Meryem Ö., Reportage 30 Min. RBB[11]
- 2005: Kampf um die Straße, Kampf um die Köpfe. Neonazis in Berlin, Reportage 30 Min. RBB
- 2001: „...denn er ist wie du“. Berliner Jugendliche gegen Rassismus, Reportage, 30 Min. SFB
- 2001: Die Cops im Regierungsviertel. Polizeialltag in Berlin-Mitte, Reportage 30 Min. SFB
- 2000: Abheben mit Präsident und Co. Die Berliner Fliegerstaffel des Bundesgrenzschutzes, Reportage 30 Min. SFB

### Buchveröffentlichungen
- 2011: Matthias Deiß, Jo Goll: „Ehrenmord - Ein deutsches Schicksal“

## Auszeichnungen
- 2017: Bremer Fernsehpreis der Kategorie Beste Recherche für die Beitragsreihe Anis Amri (mit Sascha Adamek, Susanne Opalka, Norbert Siegmund)
- 2017: Nominierung beim Journalistenpreis Der lange Atem des Journalistenverbandes Berlin-Brandenburg für Recherchen zum Terror-Anschlag auf den Breitscheidplatz (Autorenkollektiv rbb und Berliner Morgenpost)
- 2016: Nominierung beim Journalistenpreis Der lange Atem des Journalistenverbandes Berlin-Brandenburg für Recherchen zum Thema „Rechtsextreme Netzwerke und Radikalisierung der Mitte“ (mit Torsten Mandalka und Olaf Sundermeyer)
- 2015: Nominierung für den Adolf-Grimme-Preis in der Kategorie „Information und Kultur“ für die ARD-Dokumentation Dunkles Deutschland. Die Front der Fremdenfeinde, Co-Autoren: Torsten Mandalka, Olaf Sundermeyer
- 2014: Deutscher Sozialpreis für die Dokumentation Ware Mädchen. Prostitution unter Zwang, Co-Autorin: Nadya Luer; Nominierung für den Bremer Fernsehpreis, Kategorie: Das investigative Stück mit Exit: Aussteigen leicht gemacht?, Co-Autor: Olaf Sundermeyer
- 2012: Prix Circom Grand Prix 2012-Gewinner für die Dokumentation Verlorene Ehre. Der Irrweg der Familie Sürücü, Co-Autor: Matthias Deiß; Nominierung für den Juliane Bartel Medienpreis für die Dokumentation Verlorene Ehre. Der Irrweg der Familie Sürücü in der Kategorie Dokumentation/Reportage, Co-Autor: Matthias Deiß; Coburger Medienpreis in der Kategorie Wellenschläger für die Dokumentation Verlorene Ehre. Der Irrweg der Familie Sürücü, Co-Autor: Matthias Deiß
- 2011: Prix Europa in der Kategorie current affairs für die ARD-Dokumentation Verlorene Ehre. Der Irrweg der Familie Sürücü, Co-Autor: Matthias Deiß
- 2009: 3. Platz beim Journalistenpreis Der lange Atem des Journalistenverbandes Berlin-Brandenburg. Auszeichnung für Fernsehbeiträge zum Thema: Wege aus der Parallelgesellschaft; Großer Preis der Fachjury des internationalen Festivals sportfilm liberec 2009 – world ficts challenge für die ARD-Dokumentation Olympia im Reich der Mittel. Doping in China, Co-Autor: Hajo Seppelt; gold world medal bei den New York Festivals für die ARD-Dokumentation Olympia im Reich der Mittel. Doping in China, Co-Autor: Hajo Seppelt
- 2008: Jurypreis beim internationalen Festival sportfilm liberec 2008 - world ficts challenge für die ARD exklusiv-Reportage Mission: Sauberer Sport. Dopingfahnder im Einsatz, Co-Autor: Hajo Seppelt; Nominierung für den Adolf-Grimme-Preis in der Kategorie Information und Kultur (Serien & Mehrteiler) als Autor für sport inside
- 2007: Silver chest award beim internationalen Filmfestival golden chest in Plovdiv/Bulgarien für die ARD exklusiv-Reportage Mission: Sauberer Sport. Dopingfahnder im Einsatz, Co-Autor: Hajo Seppelt; Sport movies and tv award beim internationalen Sportfilmfestival in Mailand für die ARD exklusiv-Reportage Mission: Sauberer Sport. Dopingfahnder im Einsatz, Co-Autor: Hajo Seppelt; Nominierung für den prix europa für die ARD exklusiv-Reportage Mission: Sauberer Sport. Dopingfahnder im Einsatz, Co-Autor: Hajo Seppelt; Nominierung für den Deutschen Fernsehpreis, Kategorie: beste Sportsendung, für die ARD exklusiv-Reportage Mission: Sauberer Sport. Dopingfahnder im Einsatz, Co-Autor: Hajo Seppelt
- 2005: Nominierung für den ARD-Medienpreis civis für Null Toleranz. Wie ein mutiger Polizeidirektor den Rechten den Spaß verdirbt Kontraste-Beitrag, Co-Autor: Norbert Siegmund